# Lancia Aprilia

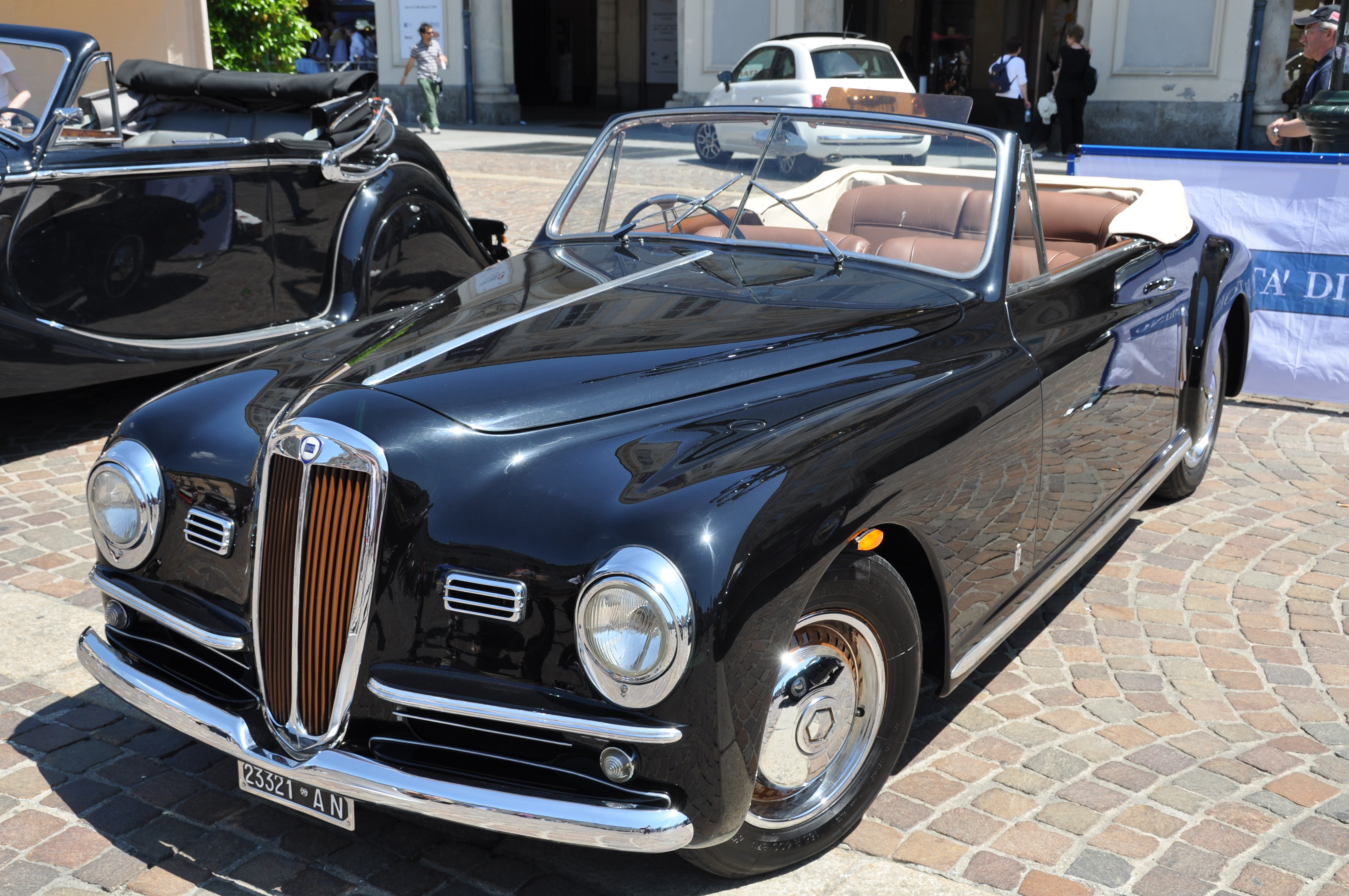
Lancia Aprilia, modelo de 1949.

Aprilia é um automóvel considerado um clássico de sua época, lançado em 1934 pela montadora italiana Lancia. Foi um dos primeiros carros a ser testado em um túnel de vento. Virou desenho em uma das aventuras de Tintim, um personagem muito conhecido e criado por Georges Rémi. O modelo de 1937, teve a carroceria construída pela fábrica italiana Pininfarina.
A produção começou em fevereiro de 1937, mês em que faleceu o fundador da empresa: este foi o último projeto de Vincenzo Lancia, com quatro portas sem pilares. A primeira série (modelo 238, 10.354 unidades, 1937-1939) contava com um motor V4 de 1.352 cc, com 47 cv. A segunda série (modelo 438, 9.728 unidades, 1939-1949) teve sua cilindrada aumentada para 1.486 cc, com 48 cv. Um modelo Lusso desta segunda série também foi oferecido, bem como uma versão lungo (alongada) (706 unidades produzidas, 1946-1949). Um total de 20.082 carros e 7.554 chassis adicionais para carrocerias de encarroçadoras foram produzidos em Turim, além de cerca de 700 na França.
Com o Aprilia, a Lancia seguiu a tradição de oferecer carros com o volante à direita, mesmo em mercados considerados por outros fabricantes como mercados com volante à esquerda. Fora do Reino Unido e da Suécia, porém, os clientes cada vez mais optavam pelas versões opcionais com volante à esquerda.